# Larnacicus corniger
Larnacicus corniger is een mosdiertjessoort uit de familie van de Chaperiidae. De wetenschappelijke naam van de soort is, als Membranipora cornigera, voor het eerst geldig gepubliceerd in 1859 door Busk.